# Reine Victoria dans la culture populaire
Pour un article plus général, voir Victoria (reine).
La reine Victoria a été représentée ou référencée à plusieurs reprises. 

## Littérature

### Roman
Le roman de Vaughan Wilkins And So-Victoria (1937) est centré sur la vie de la reine Victoria. 
La reine apparaît dans le roman graphique From Hell d'Alan Moore et Eddie Campbell, où elle est représentée comme étant à l'origine des meurtres de Whitechapel.
Un volume de la série The Royal Diaries documente son enfance entre 1829 et 1830 : Victoria, May Blossom of Britannia, d'Anna Kirwan. 
La famille fictionnelle Morland de l'ère victorienne est dépeinte dans The Abyss, The Hidden Shore, The Winter Journey, The Outcast, The Mirage, The Cause, The Homecoming et The Question, dans les volumes 18 à 25 de The Morland Dynasty (en), une série de romans historiques de l'autrice Cynthia Harrod-Eagles. L'un des personnages devient la dame d'honneur dévouée de Victoria. L'autrice a également écrit I Victoria (1994), une autobiographie fictive de la reine Victoria.

### Poésie
La Reine est également décrite dans le poème sanskrit Cakravarttini gunamanimala, écrit par T. Ganapati Sastri sur la reine Victoria. Un autre poème sanskrit, Victoria Carita Sangraha, de Keralavarman, évoque le jubilé d'or du couronnement de la reine Victoria. 
Bien qu'elle n'ait pas vécu à l'époque victorienne, Letitia Elizabeth Landon a écrit nombre d'hommages poétiques en l'honneur de Victoria.

### Bande dessinée
La reine apparaît dans l'univers de Mike Mignola, notamment Witchfinder. En 2006, le service de bande dessinée en ligne Comics Sherpa commence la diffusion d'une bande dessinée intitulée Nouvelles Aventures de la reine Victoria à l'aide de photographies et de portraits découpés de la reine et d'autres personnes. Elle apparaît sous des traits monstrueux à la fin de Adler, publié en 2020 par Lavie Tidhar et Paul McCaffrey.

## Filmographie
La reine Victoria a été incarnée aussi bien sur le grand que le petit écran.

### Cinéma
- 1912 : Rose Tapley dans La Croix de Victoria ;
- 1913 : Blanche Forsythe et Louie Henri (en) dans Sixty Years a Queen (en) ;
- 1916 : Madame Henry Lytton dans Disraeli (en) ;
- 1925 : Blanche Graham dans  Livingstone (en) ;
- 1927 : Julia Faye dans The Yankee Clipper (en) ;
- 1928 : Marion Drada dans Balaclava (en) ;
- 1929 : Margaret Mann dans Disraeli ;
- 1933 : 
  - Madeleine Ozeray dans La Guerre des valses ;
  - Hanna Waag (en) dans Walzerkrieg ;
- 1936 : 
  - Pamela Stanley (en) dans David Livingstone ;
  - Fay Holden dans The White Angel ;
  - Jenny Jugo dans Sa Majesté se marie ;
- 1937 :
  - Yvette Pienne dans Les Perles de la couronne ;
  - Viva Tattersall (en) dans Âmes à la mer ;
  - Anna Neagle dans La Reine Victoria ;
- 1938 :
  - Anna Neagle dans Soixante Années de gloire ;
  - Pamela Stanley (en) dans Marigold ;
- 1939 :  
  - Gaby Morlay dans Entente cordiale ;
  - Beryl Mercer dans The Little Princess et Et la parole fut ;
- 1940 : Marga Riffa dans Bismarck ;
- 1941 
  - Fay Compton dans Le Premier ministre ;
  - Hedwig Wangel dans Le Président Krüger ;
- 1944 : Evelyn Beresford dans Buffalo Bill ;
- 1949 : Pamela Brown dans Alice au pays des merveilles ;
- 1950 :
  - Evelyn Beresford dans Annie, la reine du cirque ;
  - Irene Dunne dans Le Moineau de la Tamise ;
- 1951 : Helena Pickard dans La Dame à la lampe ;
- 1953 :
  - Muriel Aked dans L'Histoire de Gilbert et Sullivan ;
  - Sybil Thorndike dans La Valse de Monte-Carlo ;
- 1954 : Romy Schneider dans Les Jeunes Années d'une reine ;
- 1956 : actrice non créditée dans Around the World in 80 Days ;
- 1966 : Avis Bunnage dans Un mort en pleine forme ;
- 1967 : Joan Sterndale-Bennett dans Le Grand Départ vers la Lune ;
- 1968 : Fay Compton dans Journey to Midnight (en) ;
- 1969 : Barbara Carroll dans Zorro alla corte d'Inghilterra ;
- 1970 : Mollie Maureen dans La vie privée de Sherlock Holmes ;
- 1974 : Peter Sellers dans The Great McGonagall ;
- 1975 : Susan Field dans Le Frère le plus futé de Sherlock Holmes ;
- 1979 : John Dalby dans Stories from a Flying Trunk ;
- 1980 : actrice non créditée dans The Elephant Man ;
- 1986 : Eve Brenner dans Basil, détective privé ;
- 1997 : 
  - Judi Dench dans La Dame de Windsor ;
  - Debra Beaumont dans La Guerre de l'opium ;
- 2001 : Liz Moscrop dans From Hell ;
- 2003 : Gemma Jones dans Shanghai Kid 2 ;
- 2004 : 
  - Actrice non créditée dans Steamboy ;
  - Tress MacNeille dans Van Helsing: The London Assignment ;
  - Kathy Bates dans Around the World in 80 Days ;
- 2008 : Zoe Street Howe dans Florence Nightingale ;
- 2009 : Emily Blunt et Michaela Brooks dans The Young Victoria ;
- 2011 : Sylvia Strange dans Oh My God! ;
- 2012 : Imelda Staunton dans Les Pirates ! Bons à rien, mauvais en tout ;
- 2014 : 
  - Elle apparait dans Mr. Peabody & Sherman ;
  - Sinead Matthews dans Mr. Turner ;
- 2017 : 
  - Judi Dench dans Victoria & Abdul ;
  - Gayle Rankin dans The Greatest Showman ;
  - Amanda Root dans Le Prince Noir ;
- 2018 : 
  - Actrice non créditée dans Léopold, roi des Belges ;
  - Pam Ferris dans Holmes & Watson ;
- 2019 : Jodhi May dans The Warrior Queen of Jhansi ;
- 2020 : Jessie Buckley dans Le Voyage du Docteur Dolittle ;
- 2021 : Alex Povah dans The King's Man : Première Mission ;
- 2023 : Annette Badland dans Sisi & Ich.

### Télévision
- 1951 : Helen Hayes dans Victoria Regina ;
- 1952 : Renée Asherson dans la série dramatique BBC Happy and Glorious ;
- 1957 : Judi Meredith dans Telephone Time ;
- 1961 : Julie Harris dans Victoria Regina ;
- 1963 : Kate Reid dans The Invincible Mr. Disraeli ;
- 1964 : Patricia Routledge dans Victoria Regina ;
- 1966 : Gladys Spencer dans la Pièce du mois ;
- 1967 : Jane Connell dans Bewitched ;
- 1969 : Christine Ozanne dans The Flaxton Boys ;
- 1972 : Mollie Maureen dans The Edwardians ;
- 1974 : Perlita Neilson et Mavis Edwards dans La Chute des aigles ;
- 1969 : Terry Jones dans Flying Circus de Monty Python ;
- 1974 : Michael Palin dans Monty Python's Flying Circus ;
- 1975 : Annette Crosbie dans Edward le Septième ;
- 1976 : Shirley Steedman dans East Lynne ;
- 1978 : 
  - Rosemary Leach dans Disraeli ;
  - Sheila Reid dans Lillie ;
- 1979 : Jacquelyn Hyde dans The Wild Wild West Revisited ;
- 1981 : Jessica Spencer dans Cribb ;
- 1982 : Marina McConnell dans Young Sherlock: Le Mystère du Manoir ;
- 1983 : 
  - Lurene Tuttle dans Voyagers ! ;
  - Zena Walker dans Yorkshire Television ;
  - Siobhan Redmond dans Alfresco ;
- 1986 : 
  - Bronwen Mantel dans Barnum ;
  - Erica Rogers dans Shaka Zulu ;
- 1988 : Miriam Margolyes dans Blackadder's Christmas Carol ;
- 1989 : Anna Massey dans autour du monde en 80 jours ;
- 1990 : Honora Burke dans Hands of a Murderer ;
- 1996 : Margaret Heale dans Rhodes ;
- 1997 : Rhoda Lewis (cy) et Avril Angers dans Victoria et Albert ;
- 1998 : Wendy Worthington dans The Secret Diary de Desmond Pfeiffer ;
- 2000 : Patti Allen dans Les Aventures secrètes de Jules Verne ;
- 2001 : 
  - Les Nouvelles Aventures de Lucky Luke de Marc du Pontavice avec Bernard Alane ;
  - Victoria Hamilton dans Victoria & Albert ;
  - Prunella Scales dans Station Jim ;
- 2003 : 
  - Charlie Hayes dans Looking for Victoria ;
  - Janine Duvitski dans The Young Visiters ;
- 2004 : Doreen Mantle dans Shadow Play ;
- 2005 : Tessa Pointing dans The First Black Britons ;
- 2006 : 
  - Pauline Collins dans Un loup-garou royal ;
  - Robert Webb dans That Mitchell et Webb Look ;
- 2008 : Dans Black Butler, elle apparaît comme le principal patron de Ciel Phantomhive.
- 2009 : Martha Howe-Douglas et Sarah Hadland dans Horrible Histories ;
- 2013 : Svetlana Krioutchkova dans Sherlock Holmes (Шерлок Холмс) d'Andreï Kavoune
- 2014 : Barbara Flynn dans 1864 ;
- 2016 : Jenna Coleman dans ITV Victoria ;
- 2019 : Lauren Sivan dans Drunk History.

Flying Circus des Monty Python dépeint la reine Victoria comme une rabat-joie et comprend une scène dans laquelle elle dit Nous ne nous amusons pas en anglais accentué allemand. Un autre croquis de Monty Python contient une course à pied dans laquelle tous les candidats sont habillés en reine Victoria. 
Dans une série de croquis décrivant le Phantom Raspberry Blower, les Two Ronnies habillent toute une escouade de policiers en tant que reine Victoria pour agir comme doublure pour la protection du PRB. 
La série BBC Blackadder Goes Forth, qui se déroule pendant la Première Guerre mondiale, fait allusion avec humour à l'héritage de la reine Victoria. Le capitaine Blackadder interroge le capitaine Kevin Darling qu'il soupçonne d'être un espion allemand. Le capitaine Darling prétend qu'il est « aussi britannique que la reine Victoria », ce à quoi le capitaine Blackadder répond: « Donc votre père est allemand, vous êtes à moitié allemand et vous avez épousé une Allemande ? ».

## Documentaire
En 2011, un documentaire-fiction, intitulé La reine Victoria ou l'empire des sens, lui est consacré dans le cadre de l'émission Secrets d'Histoire, présentée par Stéphane Bern. Le documentaire revient sur les tourments de son règne, notamment la mort précoce de son mari Albert, qui fera vaciller quelque temps la Monarchie britannique, mais aussi sur son amitié avec Napoléon III et l'impératrice Eugénie, et enfin sur son séjour sur la Côte d'Azur.

## Théâtre
En 1937, le lord-chambellan Rowland Baring statue qu'aucun souverain britannique ne pourrait être représenté sur la scène culturelle en Angleterre jusqu'à 100 ans après son accession au trône. Pour cette raison, la pièce de Laurence Housman Victoria Regina (en) (1935), qui avait été jouée auparavant au Gate Theatre Studio de Londres avec Pamela Stanley dans le rôle principal, n'a pu être jouée en première britannique avant le centenaire du couronnement de la reine Victoria, le 20 juin 1937. Comme cette date tombe un dimanche, la représentation a lieu le lendemain, au Lyric Theatre. Pamela Stanley reprend le rôle-titre à la demande de Housman, et Carl Esmond joue le prince Albert. La pièce est ensuite jouée à Broadway, où Helen Hayes interpréte la reine, avec Vincent Price dans le rôle du prince Albert.
En 1972, Charles Strouse écrit une comédie musicale I et Albert qui a est présentée dans le West End au Piccadilly Theatre le 6 novembre 1972. La comédie musicale n'est pas un succès et n'est pas transférée comme prévu à Broadway. Elle reste notable surtout pour les débuts sur scène de Sarah Brightman.

## Sculpture

### Statuaire

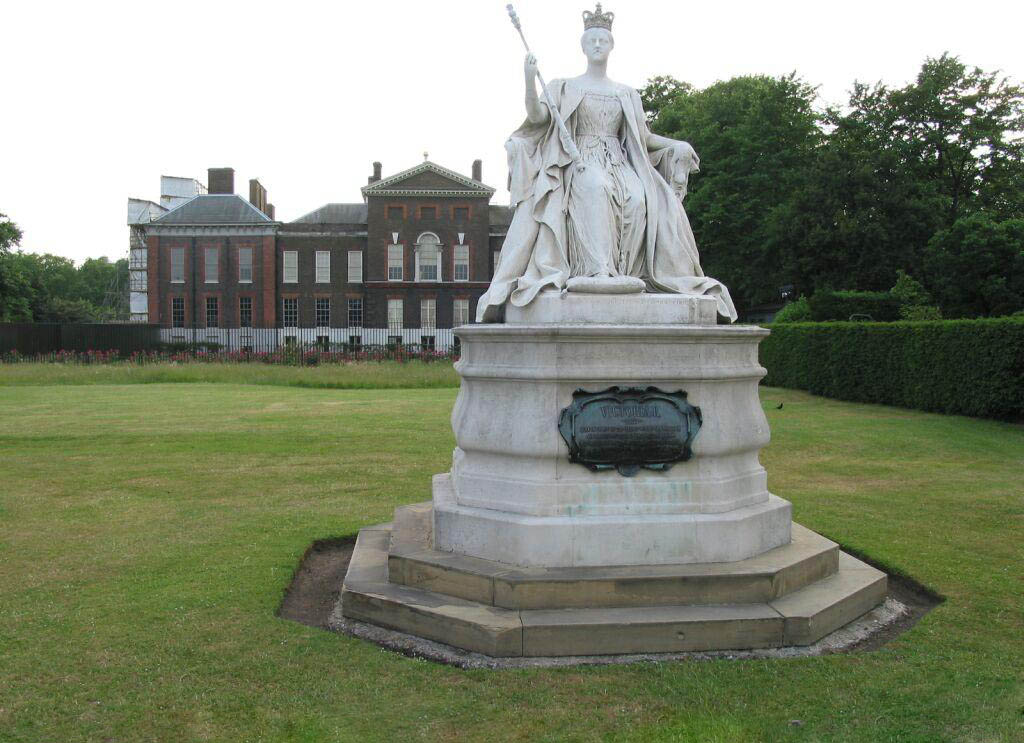
La princesse Louise, duchesse d'Argyll, statue de la reine Victoria au palais de Kensington.

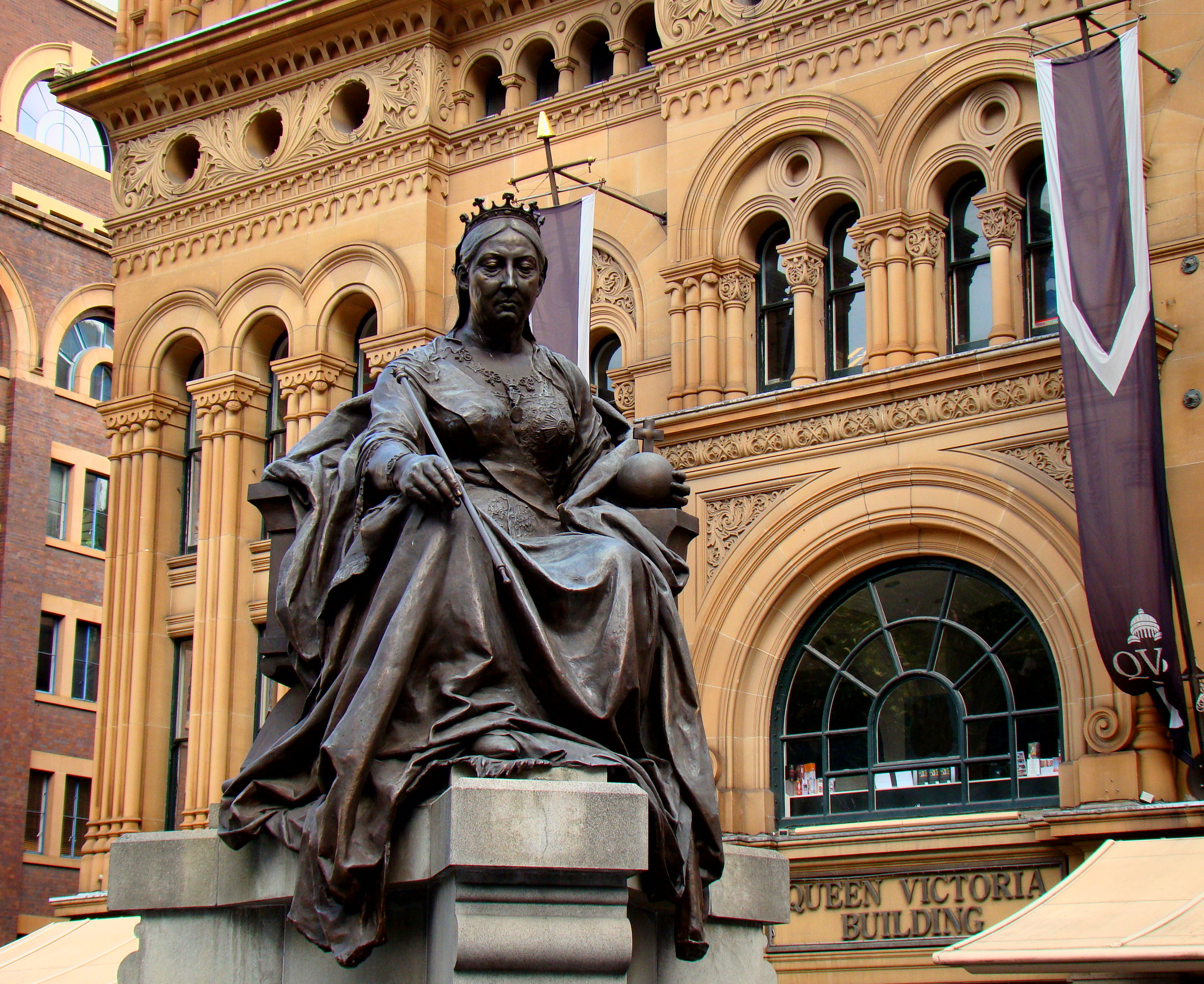
Statue de la reine Victoria devant le bâtiment de la reine Victoria à Sydney, Australie.

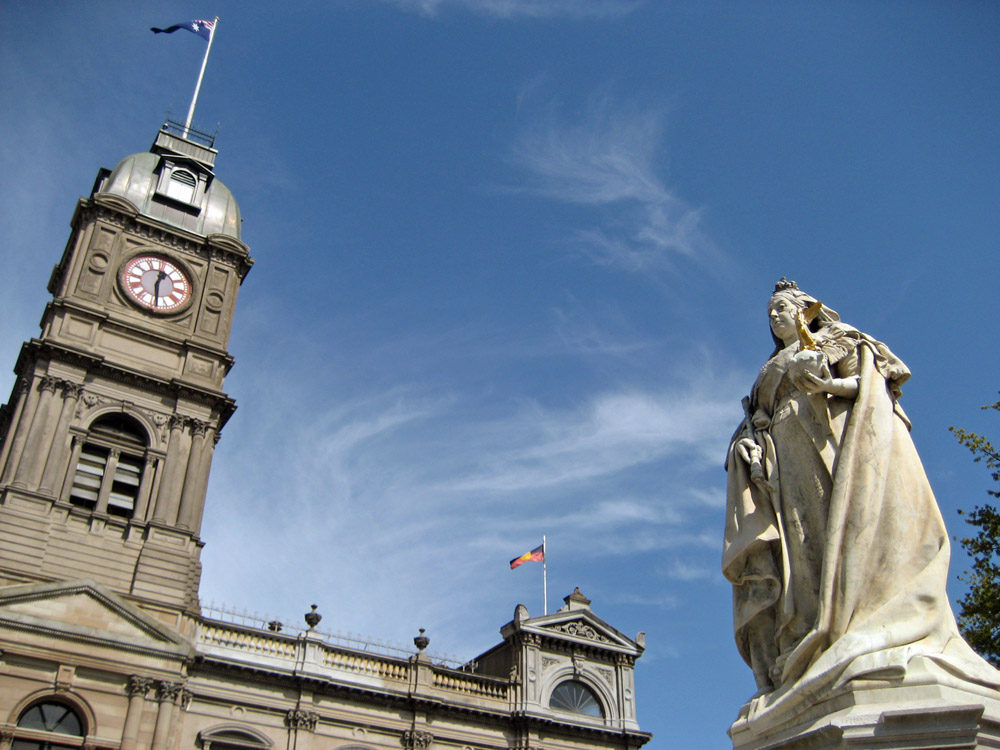
Place de la Reine Victoria et statue Sturt Street, Ballarat.

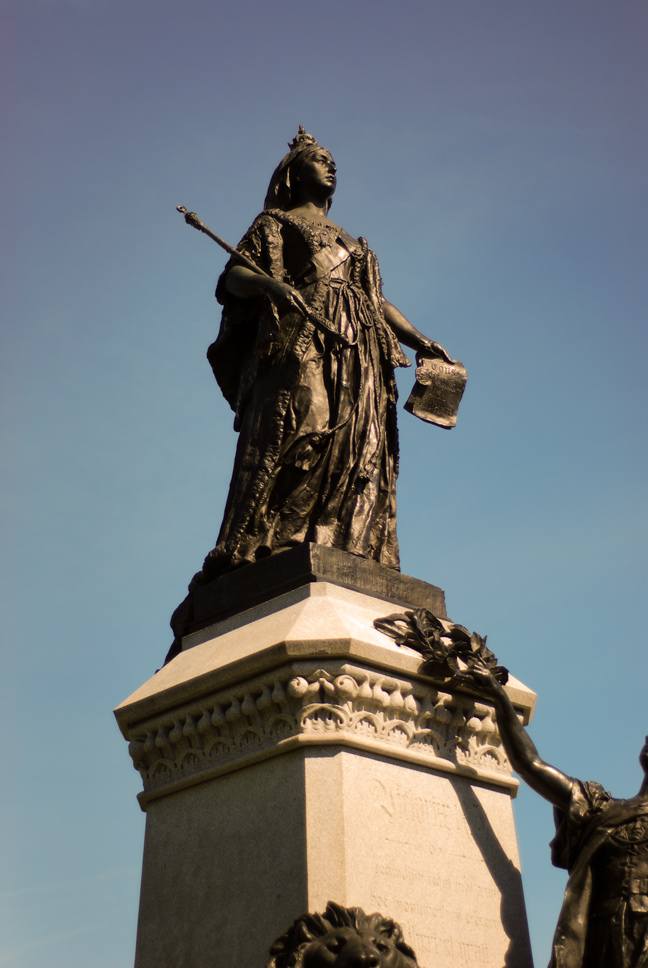
Statue de Victoria par Louis-Philippe Hébert sur la colline du Parlement. Ottawa, au Canada.

L'une des œuvres de la princesse Louise, duchesse d'Argyll en tant que sculptrice, est la statue en marbre de sa mère au palais de Kensington et une version en bronze érigée devant le Royal Victoria College de l'université McGill à Montréal. 
L'éminent monument commémoratif de Victoria se trouve à Kolkata (Calcutta), et, à Bangalore, la statue de la reine se dresse au début de MG Road, l'une des principales routes de la ville. Dans la ville de Cape Coast, au Ghana, un buste de la Reine préside sur un petit parc où les chèvres paissent autour d'elle. À Wellington, la capitale de la Nouvelle-Zélande, une statue vers le port depuis le centre de Kent et Cambridge Terraces. Il y a aussi une statue de la reine Victoria au cœur de La Valette, la capitale de Malte.
L'hôtel de ville de Victoria Jubilee à Thiruvananthapuram est toujours l'un des théâtres les plus recherchés de la ville pour le divertissement en live et est considéré comme un point de repère prestigieux par les habitants et les touristes.
À Hong Kong, une statue de la reine Victoria est située sur le côté est du parc Victoria à Causeway Bay, sur l'île de Hong Kong. La statue se trouvait autrefois sur la place de la Statue dans le centre, mais a été enlevée et envoyée à Tokyo pour être détruite lors de l'occupation japonaise du territoire, pendant la Seconde Guerre mondiale. Avec la défaite du Japon et sa retraite ultérieure en 1945, le Royaume-Uni récupéra Hong Kong et la statue est récupérée et placée dans le parc.
À Pietermaritzburg, capitale de la province sud-africaine du KwaZulu-Natal, anciennement la colonie britannique de Natal avant la formation de l'Union sud-africaine, il y a une statue de Victoria devant le bâtiment de la législature provinciale, l'ancien édifice du parlement de la colonie de Natal. Il y a aussi une statue de la reine Victoria devant le Parlement.
La plupart des grandes villes d'Australie qui ont prospéré à l'époque victorienne présentent des statues importantes de la reine Victoria. Sydney, la capitale de la Nouvelle-Galles du Sud en a plusieurs. Il y a une statue (re-située depuis le parvis du bâtiment du Parlement irlandais à Dublin) dominant l'entrée sud du Queen Victoria Building qui a été nommée en son honneur en 1898. Une autre statue de la reine Victoria de Sydney se dresse sur le parvis de l'immeuble de la Cour fédérale d'Australie sur la rue Macquarie, en face de la rue vers une statue de son mari, portant l'inscription «Albert le Bon». À Melbourne, la capitale de Victoria, les jardins de la reine Victoria qui portent son nom comportent également une grande statue commémorative en marbre et granit. À Perth, capitale de l'Australie-Occidentale, une statue de marbre se dresse dans King's Park surplombant la ville. À Adélaïde, capitale de l'État d'Australie-Méridionale, le Queen Victoria Square, qui porte son nom, possède également une grande statue d'elle. À Brisbane, capitale de l'État du Queensland, il y a une statue d'elle à Queens Square, également nommée pour elle ; Ballarat, une ville plein essor à Victoria, a une statue de la reine Victoria dans la rue principale juste en face de son hôtel de ville. Un petit buste de la reine se trouve dans les jardins de la reine Victoria à Burnt Pine, la plus grande ville du territoire australien de l'Île Norfolk. 
Les statues érigées à Victoria sont courantes au Canada, où son règne comprenait la confédération d'origine du pays et l'ajout de trois autres provinces et de deux territoires. Une image en bas-relief de Victoria se trouve sur le mur de l'entrée du Parlement canadien, et sa statue se trouve dans la bibliothèque parlementaire ainsi que sur le terrain.
De nombreuses statues et monuments sont nommés en son honneur au Canada.

## Musique
Le groupe de rock anglais The Kinks rend hommage à la reine Victoria et à son empire dans leur chanson  Victoria  de 1969. La chanson a depuis été reprise par le groupe de rock anglais The Kooks, le groupe de post-punk anglais The Fall, le groupe de rock alternatif américain Cracker et le groupe de rock américain Sonic Youth. Les versions de The Kinks et de The Fall étaient toutes les deux classées au Royaume-Uni.
Le chanteur canadien Leonard Cohen fait référence à elle dans son poème de 1964 Queen Victoria and Me, et de nouveau dans la chanson de 1972 Queen Victoria (basée sur le poème). La chanson a ensuite été reprise par le musicien gallois John Cale.

## Jeux vidéos
Le règne de la reine Victoria figure dans le jeu de grande stratégie Paradox Interactive Victoria : Un empire en construction 1836-1920 (2003). Dans ce jeu, un joueur guide un pays à travers la colonisation, la révolution industrielle, la guerre et divers événements historiques.  
Elle fait une apparition dans le jeu d'action-aventure Assassin's Creed Syndicate 2015 développé par Ubisoft Québec. 
La reine Victoria dirige la civilisation anglaise dans les jeux vidéo Sid Meier's Civilization IV et 4X Civilization VI de 2016 développés par Firaxis Games,.